# Martine Merri
Martine Merri (1926-2016) est une actrice et chanteuse française.

## Biographie
Martine Merri tourne dans les années 1960 pour la télévision, donnant sa voix à la marionnette Pimprenelle dans la série Bonne nuit les petits.
Elle joue au théâtre, et écrit aussi des chansons, en particulier pour son mari Jean Arnulf (1932-2007,).
Elle a écrit la plupart des textes des chansons de son mari Jean Arnulf.
Elle meurt en juillet 2016 à l'âge de 90 ans.

## Filmographie
- 1963-1966 : Bonne nuit les petits : Pimprenelle (voix) (140 épisodes)[5]
- 1988 : Dandin : une sorcière

## Théâtre
- 1955 : Victor ou les Enfants au pouvoir de Roger Vitrac, mise en scène de Roger Planchon[6],[7].
- 1955 : Amédée d’Eugène Ionesco, mise en scène Roger Planchon[6].
- 1956 : Huis clos de Jean-Paul Sartre, mise en scène de Jacques Fornier[6]
- 1956 : Grand peur et misères du Troisième Reich de Bertolt Brecht, mise en scène Roger Planchon[6].
- 1957 : Paolo-Paoli d’Arthur Adamov, mise en scène Roger Planchon[6].
- 1958 : Une leçon de chant d’Albert Husson, mise en scène Charles Gantillon[6].
- 1958 : Le Valet de quatre cœurs, idem[6].
- 1958 : Le Légataire universel, de Jean-François Regnard, mise en scène Jacques Barral[6].
- 1958 : Lorenzaccio d’Alfred de Musset, mise en scène Charles Gantillon[6].
- 1958 : Le Bossu de Paul Féval, mise en scène Charles Gantillon[6].
- 1959 : Sylvie et le Fantôme d’Alfred Adam, mise en scène Jacques Barral[6].
- 1959 : L'Avare de Molière, mise en scène Charles Gantillon[6].
- 1959 : La Locandierade Carlo Goldoni[6].
- 1971 : Splendeur et mort de Joaquin Murieta de Pablo Neruda, mise en scène Alberto Rody[6].
- 1972 : Macbeth d'après William Shakespeare, mise en scène de Roger Blin[6].
- 1976 : Gilles de Rais de Roger Planchon, mise en scène par lui-même[6].
- ? : Comment s'en débarrasser[7].
- ? : L'ombre de la ravine[7].